# Yacimiento petrolífero

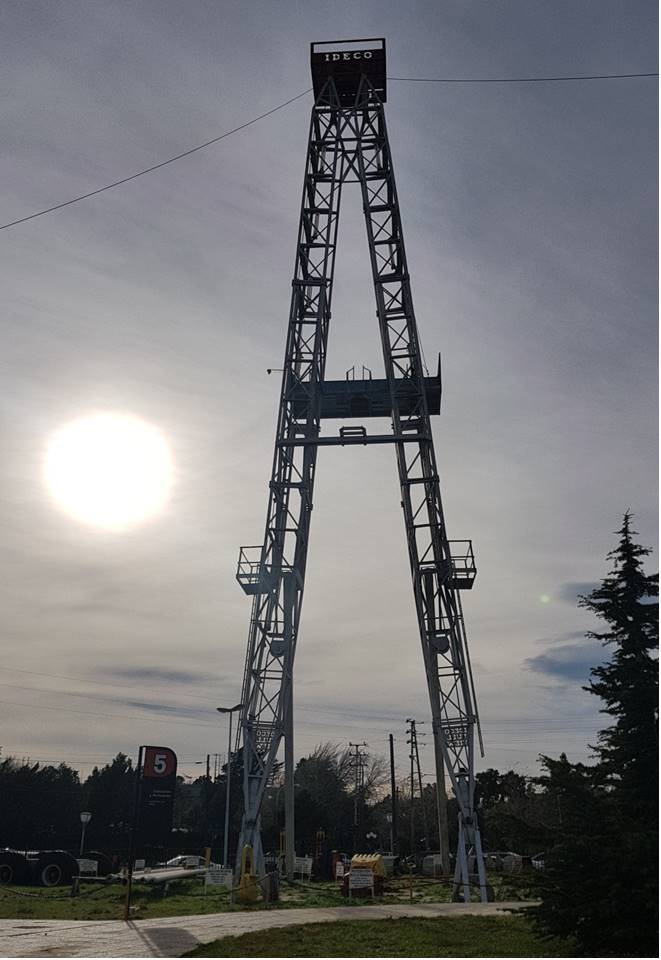
Torre de perforación utilizada en antiguos yacimientos de la zona, exhibida en el Museo del Petróleo, Comodoro Rivadavia. La misma se utiliza para realizar perforaciones de entre 800 y 6000 metros de profundidad en el subsuelo, tanto de pozos de gas, agua o petróleo. También se emplean para sondeos de exploración para analizar la geología y buscar nuevos yacimientos.

Un yacimiento, depósito  o reservorio petrolífero es una acumulación natural de hidrocarburos en el subsuelo, contenidos en rocas porosas o fracturadas (roca almacén). Los hidrocarburos naturales, como el petróleo crudo y el gas natural, son retenidos por formaciones de rocas suprayacentes con baja permeabilidad.

## Formación

Migración de los hidrocarburos a través de los poros.

El petróleo se forma en la litosfera a partir de los restos de organismos del pasado (fósiles) depositados en grandes cantidades en fondos anóxicos de mares o zonas lacustres del pasado geológico y cubiertos, posteriormente, por espesas capas de sedimentos. Millones de años de transformaciones químicas (craqueo natural), debidas al calor y la presión durante la diagénesis, cambiaron los restos de microorganismos (animales y vegetales) en petróleo y gas natural. Roy Murmi, un consejero de Schlumberger, describió el proceso de la siguiente manera: «Plancton y algas, proteínas y la vida que flota en el mar, cuando mueren caen al fondo, y estos organismos son el origen de nuestro petróleo y gas. Cuando se entierran con el sedimento acumulado y llegan a una temperatura adecuada, algo por encima de 50 a 70 °C comienzan a cocinarse. Esta transformación, este cambio, los convierte en hidrocarburos líquidos que se mueven o migran, llegando a formar nuestros depósitos de gas y petróleo».
La formación de los yacimientos de petróleo o gas requieren de cuatro etapas en su evolución diagenética dentro de una cuenca sedimentaria: entierro profundo bajo sedimentos, calentamiento y presión, migración de los hidrocarburos desde la fuente (roca madre) hasta una zona porosa (roca almacén) y ser retenidos por rocas impermeables (trampa petrolífera). También es importante tomar en consideración el factor tiempo; se sugiere que el valle del río Ohio podría haber tenido tanto petróleo como el que hay en todo el Oriente Medio a la vez, pero se ha escapado por la falta de trampas geológicas que lo retuvieran. El mar del Norte, en el otro extremo, ha aguantado millones de años de cambios del nivel del mar, proporcionando más de 150 yacimientos petrolíferos.
Aunque el proceso es generalmente el mismo, diferentes factores ambientales llegan a crear una gran variedad de depósitos. Existen yacimientos en casi todas las cuencas sedimentarias, desde superficiales hasta los 9000 m de profundidad y con una gran variedad de formas, tamaños y edades, sin embargo la mayor cantidad del petróleo procede de acumulaciones de materia orgánica en los mares ecuatoriales del Cretácico.

## Yacimientos primarios
El yacimiento de petróleo puede ser primario, cuando se encuentra en la misma roca en la que se ha formado, o bien ser un yacimiento secundario, cuando se formó en un sitio lejano y ha ido fluyendo hasta el lugar en el que yace ahora, movimiento con el que cambiaron algunas de sus propiedades.

Yacimiento primario.

Lo normal en un yacimiento primario es encontrar la siguiente disposición: una capa superior de arcilla impermeable, por debajo de ella una capa de arenas impregnadas de gas natural (hidrocarburos gaseosos), por debajo arenas impregnadas de petróleo (hidrocarburos líquidos) y, por último, una capa inferior de arenas impregnadas de agua salada. Con esta colocación, el estrato impermeable superior atrapa al petróleo en el mismo sitio donde se formó y no deja que escape, sólo puede separarse siguiendo un gradiente de densidad del agua salada que contenía (más densa) y del llamado gas natural (grupo de gases menos densos que el petróleo).
Desde el punto de vista económico, los yacimientos primarios son de modesta rentabilidad, pues la cantidad acumulada de reserva petrolífera es pequeña y además el petróleo no está muy concentrado, por lo que su extracción es lenta.

## Yacimientos secundarios
En un yacimiento secundario, la llegada continua de hidrocarburos hasta una trampa de petróleo hace que se acumule en una cantidad y concentración lo suficientemente importantes como para hacer muy rentable la extracción del crudo.

### Rocas almacén

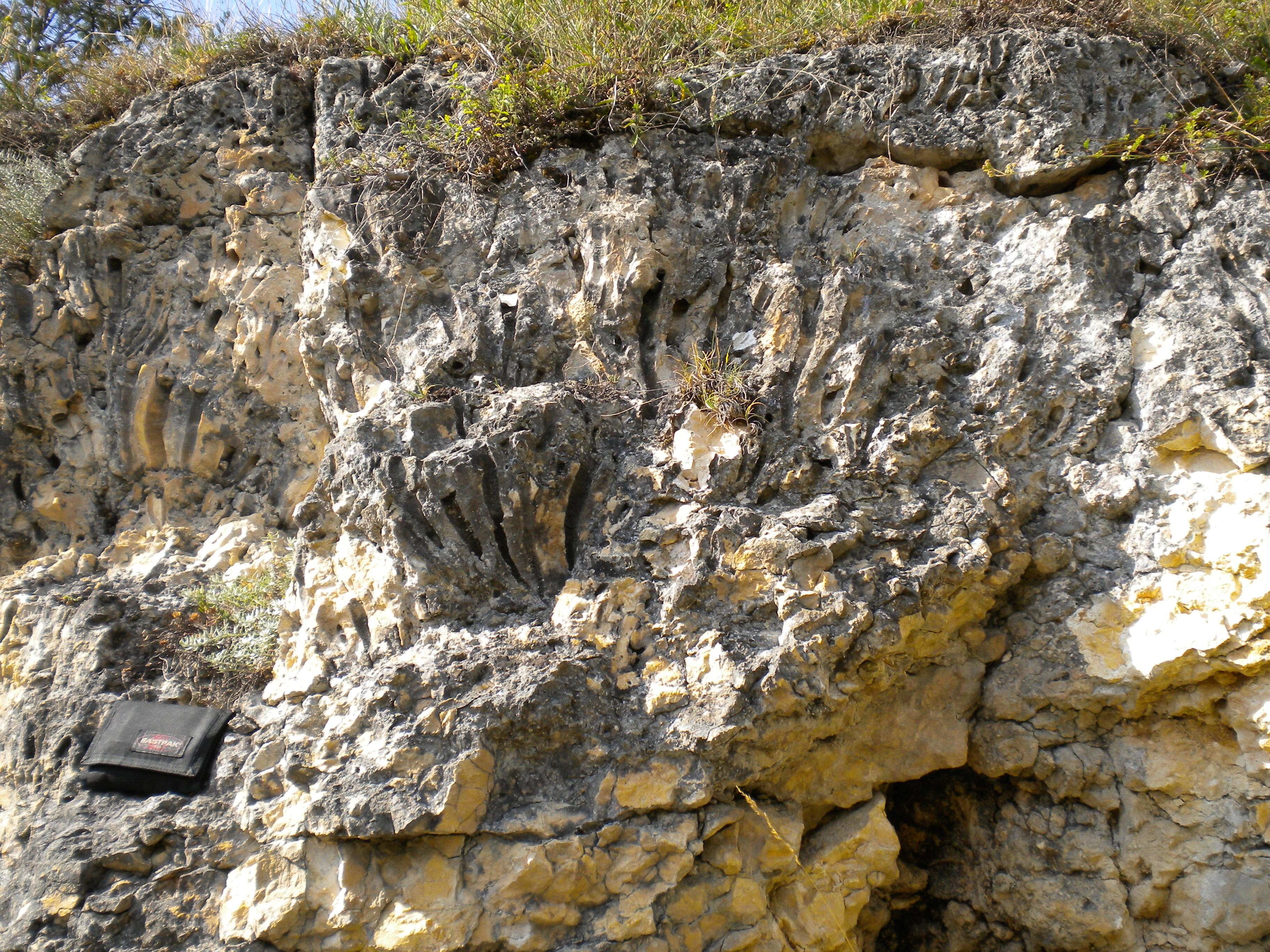
Afloramiento de calizas formadas por antiguos arrecifes de rudistas, mostrando la elevada porosidad de estas facies.

Las rocas en las que se acumula el petróleo, rocas almacén, son porosas y permeables. La porosidad puede ser debida a la propia naturaleza de la roca, siendo las más comunes las areniscas —que representan el 59% de las rocas almacén—, algunas calizas —el 40%— o a la fracturación de otras rocas —el 1% restante—.
Algunas formaciones sedimentarias con bioconstrucciones fósiles como arrecifes coralinos o de rudistas, con facies muy porosas, ofrecen buenos reservorios petrolíferos.
Los yesos, margas y lutitas son en principio impermeables, si bien las lutitas pueden ser rocas madre y contener altas concentraciones de hidrocarburos (lutitas bituminosas).

### Trampas

Trampa estructural: pliegue anticlinal.

Trampa estructural: falla geológica

Las trampas, última etapa de los procesos de formación de yacimientos, han sido clasificadas por los geólogos del petróleo en dos tipos: estructurales y estratigráficas. Una acumulación de petróleo puede estar causada por un solo tipo de trampa o la combinación de ambas.

#### Trampas estructurales
Las trampas estructurales son formadas por estructuras geológicas que deforman el terreno y condicionan la captura y retención de los hidrocarburos. Los pliegues son las estructuras más comunes. Algunas características relacionadas con fallas también pueden ser consideradas como trampas estructurales si se presenta un sellado de capas permeables. Las trampas estructurales son relativamente abundantes y fáciles de localizar estudiando la geología en superficie y, por métodos geofísicos, en el subsuelo y han recibido mucha más atención en la búsqueda de petróleo que otros tipos de trampas. Un ejemplo de este tipo de trampas son los diapiros salinos, que proceden de la deformación y movilización vertical de importantes acumulaciones salinas, que ascienden en forma de domos o cilindros, atravesando y deformando las capas superiores en las que, si hay porosidad, puede acumularse el petróleo.

#### Trampas estratigráficas
Se forman cuando capas impermeables al petróleo sellan una capa porosa o cuando la permeabilidad cambia dentro de una misma capa (cambio lateral de facies).